# ألن فارني
ألن فارني (بالإنجليزية: Allen Varney)‏ (1 أبريل 1959، سانت لويس في الولايات المتحدة)؛ روائي أمريكي.